# Skrydstrup
Skrydstrup er en lille by cirka 3 km vest for stationsbyen Vojens. Den hører til Skrydstrup Sogn, og Skrydstrup Kirke ligger i byen.

## Flyvestation Skrydstrup
Syd for Skrydstrup ligger Flyvestation Skrydstrup, der blev anlagt af tyskerne i 1943 under navnet Fliegerhorst Hadersleben. Ved anlæggelsen af flyvepladsen blev ca. en fjerdedel af Skrydstrup Sogn eksproprieret, og ca. 120 af sognets 180 familier måtte forlade deres ejendomme.
Efter befrielsen var der i 1945-1948 flygtningelejr på flyvepladsen og i en baraklejr i nærheden. Her opholdt henved 4000 tyske flygtninge sig.
1. maj 1953 indviede Flyvevåbnet Flyvestation Skrydstrup, som blev en af Sønderjyllands største arbejdspladser med over 1.000 ansatte. Folketallet i Skrydstrup Sogn og nabosognet Vojens steg drastisk, og i starten af 1960'erne blev de to sognekommuner lagt sammen til Vojens Kommune, der ved strukturreformen i 2007 blev indlemmet i Haderslev Kommune.
I 1965 blev flyvestationen åbnet for civil trafik. Den civile Vojens Lufthavn deler baner og andre faciliteter med flyvestationen og har egen terminal i flyvestationens nordøstlige ende. Lufthavnen har haft ruteflyvning, men da Storebæltsforbindelsen blev indviet, var der ikke længere grundlag for det. Nu er der kun flyvning med taxi- og privatfly samt helikoptere.

## Faciliteter
- Børnehuset Himmelblå er en integreret institution (vuggestue og børnehave) med plads til 72 børn.[2]
- Der kan afholdes selskaber i Skrydstrup Forsamlingsgård, der blev opført i 1962 hvor det gamle gadekær lå. Husets restaurant hedder derfor Restaurant Gadekæret.[3]

## Historie

### Skrydstruppigen
I 1935 fandt man i en gravhøj få hundrede meter vest for Hærvejen liget af Skrydstruppigen, som var 17-18 år, da hun blev begravet. Hun levede omkring 1300 f.v.t. Ved gravhøjen er der opsat plancher og bord/bænkesæt.

### Bronzealdergården
700 meter nordøst for Skrydstruppigens gravhøj udgravede man i 1993 Bronzealdergården i Skrydstrup. Den er Danmarks næststørste bronzealdertomt og består af 5 huse fra den ældre bronzealder, bygget på et af egnens højeste punkter. Husenes alder spreder sig fra 2460-2200 f.v.t. til 1290-1060 f.v.t. Hus 1 er fra samme tid som Skrydstruppigen. Hus 4 var over 50 meter langt og 10 meter bredt. Det er det største oldtidshus, der er udgravet i Sønderjylland. Huset er i dag markeret med betonpiller.

### Genforeningssten
Hvor Naffet munder ud i Ribevej, står en sten der blev rejst Valdemarsdag 1937 til minde om Genforeningen i 1920.

### Jernbaner
Skrydstrup havde trinbræt med sidespor (tysk:Haltestelle) på Haderslev Amts Jernbaners strækning Vojens-Gram (1899-1938).
Da tyskerne anlagde flyvepladsen, anlagde de samtidig et jernbanespor dertil fra Vojens Station. Sporet fulgte amtsbanens gamle tracé næsten helt til Skrydstrup by. Omkring 1949 blev dette spor taget op, men i 1952 blev det anlagt igen i forbindelse med etableringen af flyvestationen. Skinnerne ligger der endnu. Sporet er forlænget mod syd og øst som industrispor, men denne del er tilgroet.

## Kendte personer fra Skrydstrup
- Johannes Tiedje (1879-1946) – tysk teolog og politiker. Foreslog i 1920 alternativ grænsedragning (Tiedje-linien).
- Peter Seeberg (1925-1999) – forfatter og museumsinspektør.